# Apple M2 Max
Der Apple M2 Max ist ein Arm-basiertes System-on-a-Chip (SoC) von Apple für seine Mac-Computer. Er ist eine Variante des Apple M2. Er wurde am 17. Januar 2023 zusammen mit dem Apple M2 Pro als SoC des MacBook Pro vorgestellt. Der Chip wird im 5-nm-Verfahren vom taiwanischen Unternehmen TSMC gefertigt.

## Design
Im Vergleich zum M1 Max hat die CPU des M2 Max zwei weitere Energieeffizienz-Kerne und somit insgesamt vier solcher Kerne. Die Architektur der Kerne entspricht der des Apple A15 Bionic. Die GPU enthält 30 oder 38 Kerne, verglichen mit 24 oder 32 beim Vorgänger. Der maximal mögliche Arbeitsspeicher wurde von 64 auf 96 GB erhöht. Diese 96 GB Arbeitsspeicher gibt es nur in Kombination mit der 38-Kern-GPU.

## Produkte mit M2 Max
- MacBook Pro (14", 2023)[2]
- MacBook Pro (16", 2023)[3]
- Mac Studio (2023)[4]